# Osasco Voleibol Clube
Osasco Voleibol Clube ist ein brasilianischer Volleyballverein aus Osasco, Bundesstaat São Paulo, dessen Frauenmannschaft in der höchsten brasilianischen Liga spielt. Der Verein wurde 1993 als BCN Osasco gegründet und 2003 in Finasa Osasco umbenannt. Ab 2009 war die Produktlinie Sollys und seit 2013 die Produktlinie Molico der Firma Nestlé der Hauptsponsor und der Verein wurde in Sollys/Nestlé, Molico/Nestlé bzw. Vôlei Nestlé umbenannt.
Osasco Voleibol Clube ist einer der erfolgreichsten Vereine im brasilianischen Volleyball und wurde bisher fünfmal Meister (2003, 2004, 2005, 2010 und 2012) sowie dreimal Pokalsieger (2008, 2014 und 2018). Von 2009 bis 2012 gewann man auch viermal in Folge die südamerikanische Klubmeisterschaft und wurde 2012 Klub-Weltmeister.  Bekannte Spielerinnen wie Jaqueline Carvalho, Sheilla Castro, Fernanda Ferreira, Danielle Lins, Walewska Oliveira, Fernanda Venturini, Thaísa Menezes, Hélia Souza, Wélissa Gonzaga, Natália Pereira, Leila Barros, Marianne Steinbrecher, Destinee Hooker, Tandara Caixeta, Fernanda Rodrigues, Adenízia Silva und Danielle Scott-Arruda spielen oder spielten für Osasco Voleibol Clube.